# Santiago Giordano
Santiago Giordano Urrutia (Barcelona, 1927 - Barcelona, 15 de enero de 2024), pastor protestante.

## Orígenes
Hijo de una familia protestante de ascendencia italiana. Su padre, Giacomo, se exilió en España en 1918 huyendo de la Primera Guerra Mundial, pasando por Perpiñán y el Ampurdán, hasta que finalmente llegó a Barcelona. Se casó con una mujer miembro de una familia con larga tradición evangélica de Barcelona, los Urrutia.
En julio de 1938, con nueve años, fue uno de los niños que lograron salir de Barcelona huyendo de los bombardeos de la aviación italiana durante la guerra civil española. Viajaron bajo el cuidado de Rossend Cortadellas y su esposa, con quienes había asistido a la escuela evangélica. En 1939, después de que su padre muriera en un accidente, volvió a Barcelona, con todas las iglesias evangélicas de la ciudad cerradas por orden de Franco, y se bautizó de forma clandestina en Esplugas de Llobregat en 1941.

## Posguerra
En 1951 se casó con María Navarro, para mudarse durante una temporada a Lausana, Suiza, donde recibiría formación para poder llevar a cabo la tarea de "difundir la palabra de Dios".
En los años 60 del S. XX, fue profesor en Tánger, Marruecos, una ciudad que en ese entonces estaba bajo soberanía española. Allí empezó con el transporte clandestino de Biblias para la comunidad protestante de la península, ya que durante la dictadura de Franco era un libro prácticamente prohibido. Este hecho dio origen a la leyenda del "contrabandista" de Biblias.
Hasta tres veces fue sorprendido por la policía durante los cultos clandestinos que se celebraban en las casas de los miembros de las comunidades protestantes de Barcelona.

## Berea
Su gran proyecto fue la construcción de un centro de retiros y campamentos para las comunidades de las Asambleas de Hermanos de Catalunya. En un terreno de la localidad de Fontrubí, muy cercano a Villafranca del Panadés, y gracias al apoyo de Hope Bible Mission se inauguró el Centre Bíblic Berea, ahora conocido como Casa Berea.
En 2021, el periodista David Casals, junto con Júlia Solé i Sergi Martí recogería parte de su testimonio en el documental "Protestants. La història silenciada"